# Alt-J
alt-J (znany też jako ∆, Daljit Dhaliwal oraz Films) – brytyjski zespół indie rock utworzony w 2007 roku w Leeds. Ich pierwszy album An Awesome Wave (przetłumaczony jako „niesamowita fala”) ukazał się w maju 2012 roku w Europie i we wrześniu w USA. Ten album wygrał brytyjską Mercury Prize w 2012. Zespół występował w Polsce 3 lipca 2013 oraz 1 lipca 2015 podczas Festiwalu Open’er w Gdyni, a także 18 sierpnia 2017 na Kraków Live Festival.

## Historia
alt-J (∆) został utworzony, kiedy Gwil Sainsbury, Joe Newman, Gus Unger-Hamilton i Thom Green poznali się na Uniwersytecie w Leeds w 2007 roku. Unger-Hamilton studiował język angielski, a pozostali trzej – sztukę. Na drugim roku studiów Newman pokazał Sainsbury'emu piosenki, które napisał. Potem zaczęli nagrywać muzykę w ich pokoju. Zespół ma specyficzne brzmienie ze względu na to, że członkowie – jako studenci – musieli w akademiku zachować ciszę i nie mogli w związku z tym używać gitary basowej i perkusji.
Po ukończeniu studiów grupa przeniosła się do Cambridge. Pierwszy album (An Awesome Wave) nagrali w Brixton. Po dwóch latach, w grudniu 2011, podpisali umowę z Infectious Records.
Symbol zespołu, grecka delta (∆), może być wpisany na Apple macOS przez wciśnięcie alt + J. Zanim nazwali się alt-J byli znani jako 'Daljit Dhaliwal', a następnie 'Films'. Nazwę musieli zmienić na alt-J, gdyż istniał już inny amerykański zespół o nazwie 'Films'.
Kilka ich utworów, łącznie z Something Good i Fitzpleasure, było nadanych przez radio BBC 2. W 2013 Nokia użyła ich piosenki Fitzpleasure w reklamie Lumii 925 w Europie i Lumii 928 w Ameryce.
Ich maxi singiel zatytułowany ∆ był nagrany z producentem Charliem Andrew w Londynie i zawierał piosenki: Breezeblocks, Hand-Made, Matilda i Tessellate. Ich pierwszy album, An Awesome Wave, wydano 25 maja 2012. Został nagrany w ciągu trzech tygodni i w styczniu 2012 zespół dodał sześć albo siedem piosenek.
13 stycznia 2014 Gwil Sainsbury opuścił zespół. Ogłoszono na Twitterze że zdecydował się odejść. W 2017 zespół wydał czwarty album pt. Relaxer.

## Dyskografia

### Albumy
- 2012: An Awesome Wave
- 2014: This Is All Yours
- 2016: Live at Red Rocks
- 2017: Relaxer
- 2018: Reduxer (album z remiksami)
- 2022: The Dream

### Minialbumy
- 2009: Films
- 2011: ∆ (Demo EP)
- 2013: Summer
- 2013: iTunes Session

### Single
- 2011: "Bloodflood / Tessellate"
- 2012: "Fitzpleasure (BetaTraxx Remix)", "Something Good", "Tessellate", "Breezeblocks", "Matilda / Fitzpleasure"
- 2013: "Fitzpleasure", "Dissolve Me"
- 2014: "Every Other Freckle", "Left Hand Free", "Hunger of the Pine"
- 2017: "3WW", "In Cold Blood"
- 2021: "U&ME"